# Cassou (département)
Pour les articles homonymes, voir Cassou.

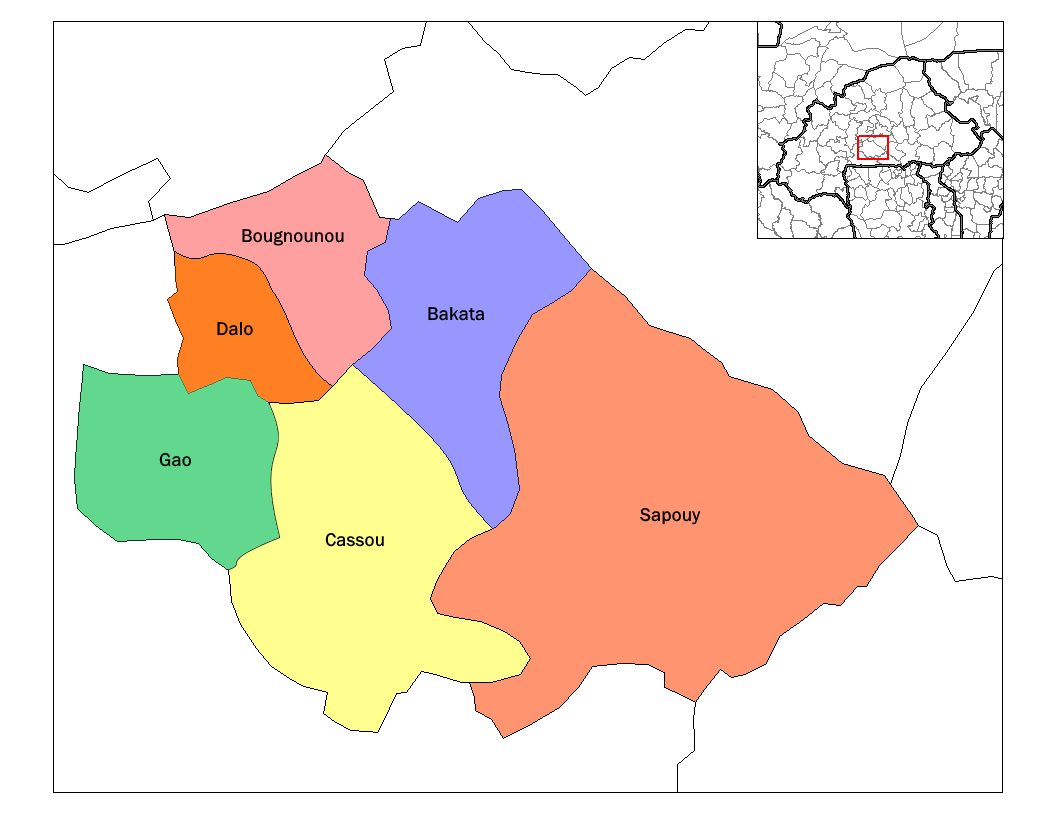
Localisation de la province de Ziro

Cassou est un département du Burkina Faso située dans la province de Ziro et dans la région Centre-Ouest.
En 2006, le dernier recensement comptabilise 40 833 habitants

## Villes
Le département se compose d'un chef-lieu :
- Cassou

et de 29 villages :
| - Bazawara - Bonapio - Bouro - Bro-Silapoa - Gnansou - Guillan - Kadapra - Kassolo-Tiabona | - Kondui - Lénon - Lon - Lué - Néssanon - Névry - Niessan | - Ouayou - Oupon - Panassin - Pien - Pindao - Pouré - Prô | - Sanyou-Poé - Sourou - Tagnan - Taré - Thiao - Thiaossan-Koporo - Vrassan |